# سن-کیرن
سن-کیرن (به فرانسوی: Saint-Quirin) یک کمون در فرانسه است که در Canton of Lorquin واقع شده‌است.

## خصوصیات
سن-کیرن ۵۳٫۳۴ کیلومترمربع مساحت و ۸۷۳ نفر جمعیت دارد و ۳۱۶ متر بالاتر از سطح دریا واقع شده‌است.